# Apulischer Fischteller (Heidelberg U 23)

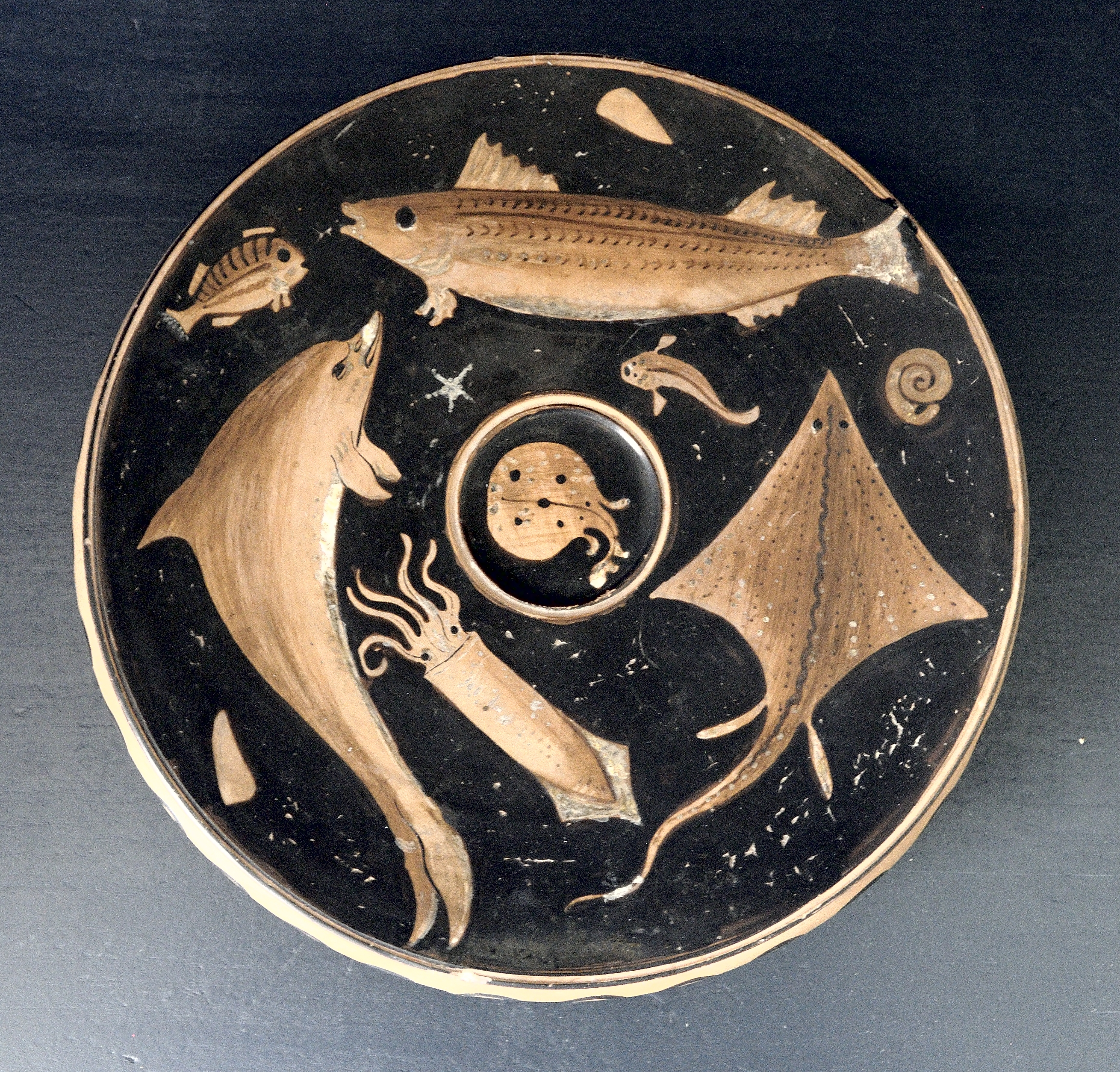
Oberseite

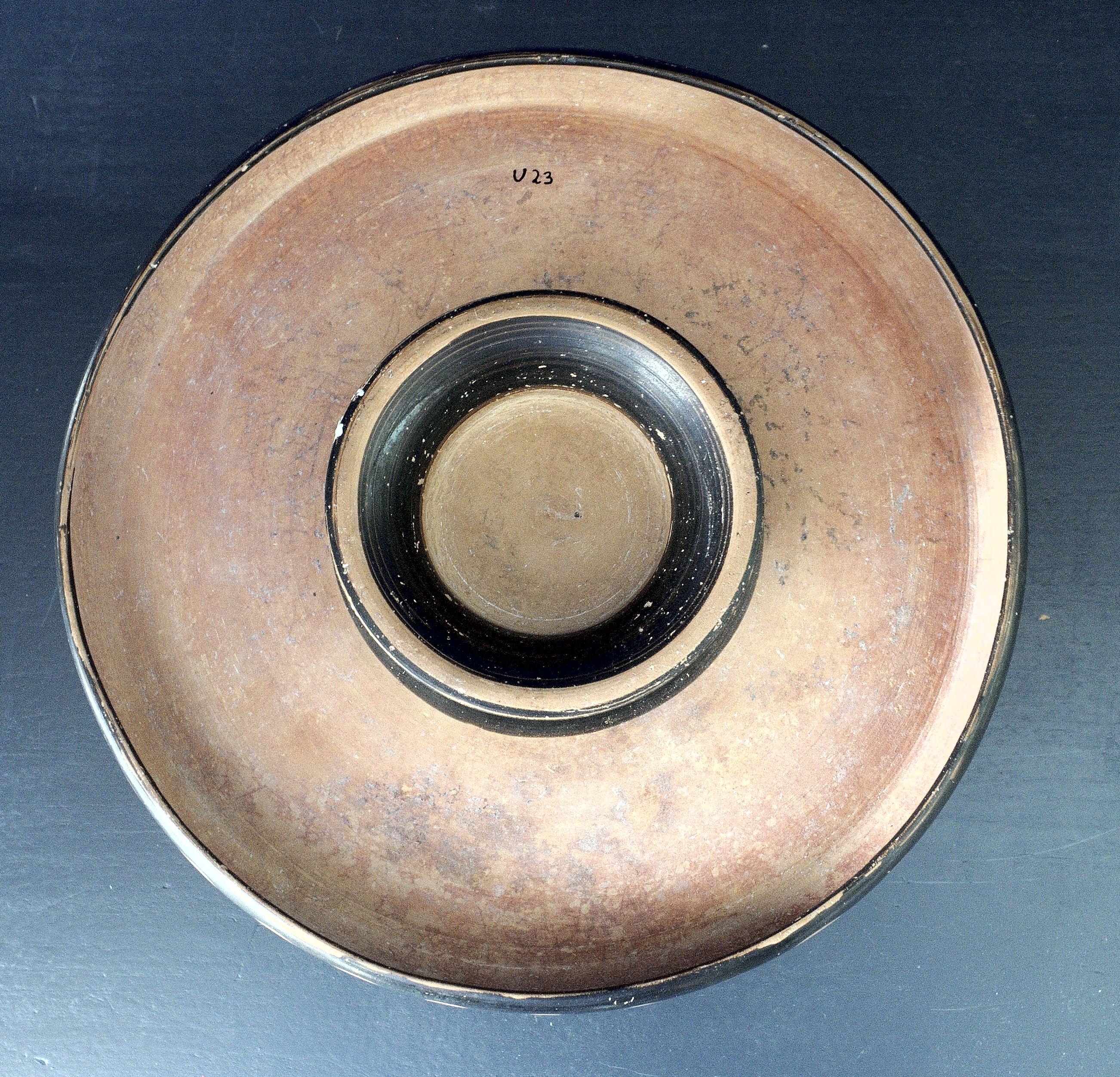
Unterseite

Zur Sammlung des Antikenmuseums der Universität Heidelberg gehört ein schadlos erhaltener Apulischer Fischteller (Inventarnummer U 23).
Die Form des Tellers folgt der gängigen Form unteritalischer Fischteller. Er ist aus beigem Ton gefertigt und bis heute sowohl bruchlos als auch vollständig erhalten. Die gesamte Höhe beträgt 4,4 Zentimeter, der Rand allein 3,2 Zentimeter, der Durchmesser 23 Zentimeter. Die Oberseite, abgesehen von den Freistellen für die Figuren, und der Fuß sind mit schwarzem Glanzton überzogen. Die stark versinterte Unterseite ist mit einem roten Überzug versehen, der an attische Keramik erinnern soll. Auch die Ornamente sind in schwarzem Glanzton gehalten. Der Teller ist ins dritte Viertel des 4. Jahrhunderts v. Chr. datiert. Zu welchem genauen Zeitpunkt er in die Sammlung gekommen ist und wo er genau erworben wurde, ist unklar, laut Unterlagen stammt er aus Apulien.
Die Bemalung des Tellers ist besonders gut gelungen, ein Gutteil der abgebildeten Tiere ist mehr oder weniger bis heute erkennbar und biologisch zu klassifizieren. In die innere Vertiefung ist ein kleiner Augenfleck-Zitterrochen, fälschlicherweise auch als Qualle identifiziert, gezeichnet. Rund um dieses Motiv sind vier größere und sechs kleinere Lebewesen aus dem Wasser abgebildet. Das größte Lebewesen ist ein Delphin. Der größte Fisch ist wahrscheinlich eine Makrele. Der rhombische Fisch ist ein Nagelrochen, deutlich sind die schwarzen und weißen Tarnpunkte auf dem Rücken erkennbar. Zwischen dem Nagelrochen, dem Delphin und der Vertiefung in der Mitte zeigt der Maler einen Kalmar der Gattung Ommastrephes, (eigentlich Ommatostrephes, „Augenverdreher“). Zwei mit weißer Farbe gestaltete Fangarme reichen fast bis zum kleinen, nicht genauer bestimmbaren Seestern zwischen den Köpfen von Delphin und Makrele. Über den beiden ist jeweils eine Muschel gezeigt, eine genauere Bestimmung ist nicht möglich, ebenso wie beim Wurm neben dem Nagelrochen, möglicherweise handelt es sich um einen Borstenwurm. Der kleine Fisch unter dem Bauch der Makrele könnte ein Himmelsgucker sein, jener über dem Kopf des Delphins ist möglicherweise eine Meerbrasse. Der Rand ist zur Hälfte in rot und schwarz gehalten, das Muster ist ein wellenförmiger Mäander. Damit wird einerseits ein übliches Ornament gezeigt, andererseits aber auch auf das Meer angespielt.